# Stigmella pallidiciliella
Stigmella pallidiciliella là một loài bướm đêm thuộc họ Nepticulidae. Nó được tìm thấy ở Cộng hòa Séc và Slovakia to miền bắc Ý.
Ấu trùng ăn Salix purpurea. Chúng ăn lá nơi chúng làm tổ.